# Oodinkosa
Oodinkosa is een geslacht van kevers uit de familie van de loopkevers (Carabidae). De wetenschappelijke naam van het geslacht is voor het eerst geldig gepubliceerd in 1939 door Straneo.

## Soorten
Het geslacht Oodinkosa omvat de volgende soorten:
- Oodinkosa crassula Straneo, 1939
- Oodinkosa massarti (Burgeon, 1935)
- Oodinkosa punctulata Straneo, 1951